# 山口修平 (1991年生のラグビー選手)
山口 修平（やまぐち しゅうへい、1991年〈平成3年〉9月4日 - ）は、日本のラグビーユニオン選手。

## プロフィール
- 佐賀県出身。
- ポジションはスクラムハーフ(SH)。
- 身長 172cm、体重 72kg
- ニックネームは修平、やま、やーまー。
- U20日本代表に選ばれたことがある[1]。

## 略歴
4歳からラグビーを始めた。 
2010年、佐賀工業高校卒業後、明治大学に入る。なお佐賀工業高校時代、高校日本代表候補に選ばれたことがある。
2014年、明治大学卒業後、東芝ブレイブルーパスに加入。同年9月20日に行われたジャパンラグビートップリーグ第5節の豊田自動織機シャトルズ戦に途中出場で公式戦初出場を果たす。 
2019年、東芝ブレイブルーパスを退団した。